# Джей Пи Галван
Жуан Педро Галван де Карвальо (порт.-браз. João Pedro Galvão de Carvalho; род. 7 мая 2001, Рио-де-Жанейро), также известный как Джей Пи Галван (порт.-браз. JP Galvão) — бразильский футболист, защитник клуба «Ботафого», выступающий на правах аренды за клуб «Гуарани».

## Клубная карьера
Джей Пи Галван начал карьеру в «Тигрес до Бразил», а в 2019 году присоединился к академии «Васко да Гама». 7 марта 2021 года в матче Лиги Кариока против клуба «Волта-Редонда» (1:0) он дебютировал за «Васко да Гаму», выйдя на замену на 85-й минуте.
С 13 апреля 2022 года Джей Пи Галван играл за «Ботафого» на правах аренды. В январе 2023 года клуб полностью выкупил трансфер игрока у «Васко да Гамы», подписав двухлетний контракт. 15 января 2023 года в матче Лиги Кариока против клуба «Аудакс Рио» (0:1) он дебютировал за «Ботафого», выйдя в стартовом составе. 19 августа в матче против «Сан-Паулу» (0:0) Жуан Педро дебютировал в бразильской Серии A.
В январе 2024 года Джей Пи Галван на правах арендного соглашения перешёл в клуб «Интернасьонал» (Лимейра). 25 января 2024 года в матче Лиги Паулиста против «Палмейраса» (3:2) он дебютировал за новый клуб, выйдя на замену на 72-й минуте. За время выступления в «Интернасьонале» Жуан Педро принял участие в 10 играх за клуб во всех турнирах.
12 апреля 2024 года Жуан Педро на правах аренды перешёл в клуб «Шапекоэнсе» до ноября 2024 года. 20 апреля 2024 года в матче Серии B против клуба «Итуано» (3:1) защитник дебютировал за новую команду, выйдя в стартовом составе. Всего за «зеленейших» бразилец провёл 14 матчей в серии B.
1 января 2025 года бразильский защитник вновь стал игроком «Интернасьонала» (Лимейра), вернувшись в клуб на правах аренды. 21 января 2025 года в матче Лиги Паулиста против клуба «Гремио Новуризонтино» (1:1), выйдя на замену во втором тайме, он отдал голевую передачу Алексу Сандро, тем самым впервые отметившись результативным действием за «Интернасьонал». Всего после возвращения в клуб, бразилец отыграл 7 матчей за «Интернасьонал».
7 апреля 2025 года Джей Пи Галван на правах арендного соглашения перешёл в клуб «Гуарани». 13 апреля 2025 года в матче Серии C против клуба «Маринга» (2:3) он впервые сыграл за новый клуб, заменив Лукаса Жустена на 68-й минуте.

## Статистика
| Выступление               | Выступление      | Выступление      | Чемпионат | Чемпионат | Кубки | Кубки | Международные | Международные | Другие | Другие | Итого | Итого |
| Клуб                      | Лига             | Сезон            | Игры      | Голы      | Игры  | Голы  | Игры          | Голы          | Игры   | Голы   | Игры  | Голы  |
| ------------------------- | ---------------- | ---------------- | --------- | --------- | ----- | ----- | ------------- | ------------- | ------ | ------ | ----- | ----- |
| Тигрес до Бразил          | Серия A2         | 2025             | 11        | 0         | 0     | 0     | —             | —             | 3      | 0      | 14    | 0     |
| Тигрес до Бразил          | Итого            | Итого            | 11        | 0         | 0     | 0     | —             | —             | 3      | 0      | 14    | 0     |
| Васко да Гама             | Серия B          | 2021             | 0         | 0         | 0     | 0     | —             | —             | 1      | 0      | 1     | 0     |
| Васко да Гама             | Итого            | Итого            | 0         | 0         | 0     | 0     | —             | —             | 1      | 0      | 1     | 0     |
| Ботафого                  | Серия A          | 2023             | 4         | 0         | 0     | 0     | 4             | 0             | 4      | 0      | 12    | 0     |
| Ботафого                  | Итого            | Итого            | 4         | 0         | 0     | 0     | 4             | 0             | 4      | 0      | 12    | 0     |
| → Интернасьонал (Лимейра) | Серия D          | 2024             | 0         | 0         | 0     | 0     | —             | —             | 10     | 0      | 10    | 0     |
| → Интернасьонал (Лимейра) | Итого            | Итого            | 0         | 0         | 0     | 0     | —             | —             | 10     | 0      | 10    | 0     |
| → Шапекоэнсе              | Серия B          | 2024             | 14        | 0         | 0     | 0     | —             | —             | —      | —      | 14    | 0     |
| → Шапекоэнсе              | Итого            | Итого            | 14        | 0         | 0     | 0     | —             | —             | —      | —      | 14    | 0     |
| → Интернасьонал (Лимейра) | Серия D          | 2025             | 0         | 0         | 0     | 0     | —             | —             | 7      | 0      | 7     | 0     |
| → Интернасьонал (Лимейра) | Итого            | Итого            | 0         | 0         | 0     | 0     | —             | —             | 7      | 0      | 7     | 0     |
| → Гуарани                 | Серия C          | 2025             | 6         | 0         | 0     | 0     | —             | —             | —      | —      | 6     | 0     |
| → Гуарани                 | Итого            | Итого            | 6         | 0         | 0     | 0     | —             | —             | —      | —      | 6     | 0     |
| Всего за карьеру          | Всего за карьеру | Всего за карьеру | 35        | 0         | 0     | 0     | 4             | 0             | 25     | 0      | 64    | 0     |

1. ↑  Южноамериканский кубок.
2. ↑  Лига Кариока, Лига Паулиста, Кубок Рио.